# Azy
Pour les articles homonymes, voir Azy.
Azy est une commune française située dans le département du Cher en région Centre-Val de Loire.

## Géographie
Azy est située dans la vallée de Fromion.
Les lieux-dits habités sur la commune sont : le Chaumois, la Croix Audron, La Gagère, La Ville de Pract, le Bas Fouillet, le Camp, le Grand Rogerin, le Haut Fouillet, le Petit Rogerin, le Vernoué, les Ballatiers, les Colins, les Loges, les Ormes, les Pillets, les Sotivets, les Taumignons, les Terneaux, les Trembleaux, Reigny et Villepéan.

### Climat
Pour des articles plus généraux, voir Climat du Centre-Val de Loire et Climat du Cher.
En 2010, le climat de la commune est de type climat océanique dégradé des plaines du Centre et du Nord, selon une étude du CNRS s'appuyant sur une série de données couvrant la période 1971-2000. En 2020, Météo-France publie une typologie des climats de la France métropolitaine dans laquelle la commune est exposée à un climat océanique altéré et est dans la région climatique Centre et contreforts nord du Massif Central, caractérisée par un air sec en été et un bon ensoleillement.
Pour la période 1971-2000, la température annuelle moyenne est de 10,9 °C, avec une amplitude thermique annuelle de 15,6 °C. Le cumul annuel moyen de précipitations est de 814 mm, avec 11,3 jours de précipitations en janvier et 7,9 jours en juillet. Pour la période 1991-2020, la température moyenne annuelle observée sur la station météorologique la plus proche, située sur la commune d'Étréchy à 3 km à vol d'oiseau, est de 11,5 °C et le cumul annuel moyen de précipitations est de 794,9 mm,. Pour l'avenir, les paramètres climatiques de la commune estimés pour 2050 selon différents scénarios d'émission de gaz à effet de serre sont consultables sur un site dédié publié par Météo-France en novembre 2022.
| Mois                                  | jan.             | fév.            | mars           | avril         | mai             | juin           | jui.          | août           | sep.          | oct.            | nov.             | déc.            | année     |
| ------------------------------------- | ---------------- | --------------- | -------------- | ------------- | --------------- | -------------- | ------------- | -------------- | ------------- | --------------- | ---------------- | --------------- | --------- |
| Température minimale moyenne (°C)     | 0,8              | 0,5             | 2,6            | 4,4           | 8,2             | 11,6           | 13,4          | 13,3           | 9,8           | 7,5             | 3,9              | 1,5             | 6,5       |
| Température moyenne (°C)              | 3,9              | 4,5             | 7,7            | 10,3          | 14,2            | 17,8           | 20            | 19,9           | 15,9          | 12,2            | 7,4              | 4,5             | 11,5      |
| Température maximale moyenne (°C)     | 7                | 8,5             | 12,9           | 16,2          | 20,2            | 24             | 26,6          | 26,5           | 21,9          | 16,8            | 10,9             | 7,5             | 16,6      |
| Record de froid (°C) date du record   | −14,4 12.01.1987 | −15 14.02.1991  | −12,8 01.03.05 | −6 08.04.03   | −1 17.05.12     | 0,9 05.06.1991 | 5,5 17.07.00  | 1,7 31.08.1986 | 1 25.09.03    | −4,6 31.10.1997 | −10,7 21.11.1993 | −13 31.12.1985  | −15 1991  |
| Record de chaleur (°C) date du record | 17,5 05.01.1999  | 21,4 24.02.1990 | 24,5 16.03.12  | 28,6 25.04.07 | 32,7 15.05.1992 | 39,5 27.06.19  | 40,6 25.07.19 | 40,5 11.08.03  | 34,8 14.09.20 | 28,7 13.10.19   | 24 07.11.15      | 19,6 16.12.1989 | 40,6 2019 |
| Précipitations (mm)                   | 67,2             | 55,8            | 56,7           | 63,5          | 72,2            | 62,4           | 65            | 56,9           | 59            | 79,6            | 78,1             | 78,5            | 794,9     |

## Urbanisme

### Typologie
Au 1er janvier 2024, Azy est catégorisée commune rurale à habitat très dispersé, selon la nouvelle grille communale de densité à 7 niveaux définie par l'Insee en 2022.
Elle est située hors unité urbaine. Par ailleurs la commune fait partie de l'aire d'attraction de Bourges, dont elle est une commune de la couronne,. Cette aire, qui regroupe 111 communes, est catégorisée dans les aires de 50 000 à moins de 200 000 habitants,.

### Occupation des sols
L'occupation des sols de la commune, telle qu'elle ressort de la base de données européenne d’occupation biophysique des sols Corine Land Cover (CLC), est marquée par l'importance des territoires agricoles (96,4 % en 2018), une proportion sensiblement équivalente à celle de 1990 (97,1 %). La répartition détaillée en 2018 est la suivante : 
terres arables (95,7 %), zones urbanisées (2,7 %), forêts (0,9 %), prairies (0,7 %).
L'évolution de l’occupation des sols de la commune et de ses infrastructures peut être observée sur les différentes représentations cartographiques du territoire : la carte de Cassini (XVIIIe siècle), la carte d'état-major (1820-1866) et les cartes ou photos aériennes de l'IGN pour la période actuelle (1950 à aujourd'hui).

### Risques majeurs
Le territoire de la commune d'Azy est vulnérable à différents aléas naturels : météorologiques (tempête, orage, neige, grand froid, canicule ou sécheresse), mouvements de terrains et séisme (sismicité faible). Un site publié par le BRGM permet d'évaluer simplement et rapidement les risques d'un bien localisé soit par son adresse soit par le numéro de sa parcelle.

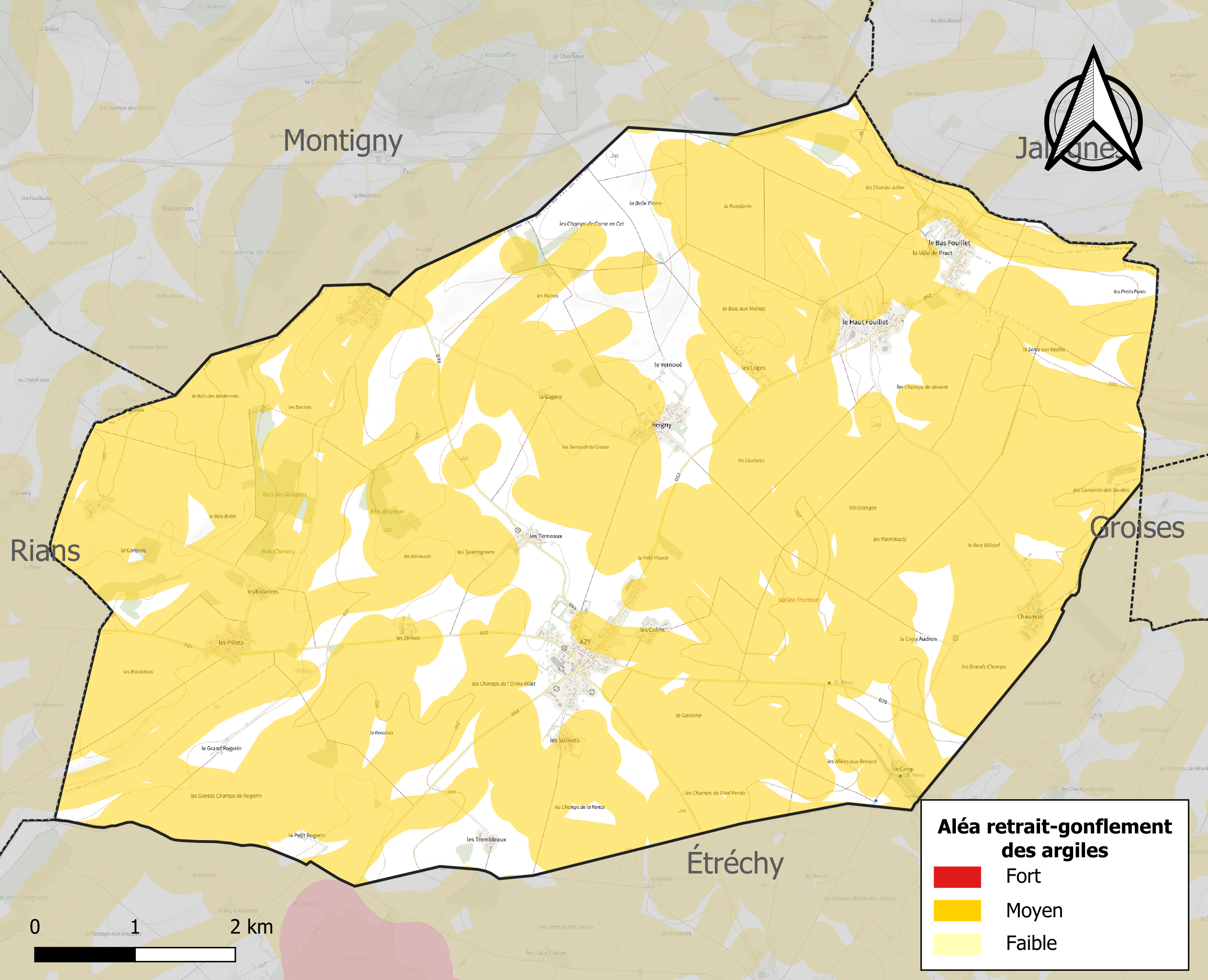
Carte des zones d'aléa retrait-gonflement des sols argileux d'Azy.

La commune est vulnérable au risque de mouvements de terrains constitué principalement du retrait-gonflement des sols argileux. Cet aléa est susceptible d'engendrer des dommages importants aux bâtiments en cas d’alternance de périodes de sécheresse et de pluie. 80,2 % de la superficie communale est en aléa moyen ou fort (90 % au niveau départemental et 48,5 % au niveau national). Sur les 302 bâtiments dénombrés sur la commune en 2019, 145 sont en aléa moyen ou fort, soit 48 %, à comparer aux 83 % au niveau départemental et 54 % au niveau national. Une cartographie de l'exposition du territoire national au retrait gonflement des sols argileux est disponible sur le site du BRGM,.
Concernant les mouvements de terrains, la commune a été reconnue en état de catastrophe naturelle au titre des dommages causés par des mouvements de terrain en 1999.

## Histoire
La paroisse apparaît sous le nom d'Aziacum en 1150. L'église date du XIIIe siècle. Le 12 juillet 1481, Étienne Le Rasle était curé d’Azy. Dans la paroisse d’Azy existait une fontaine dite de Saint-Germain. Vers le milieu du XVe siècle, Étienne Bastard donne à Nicole de Ganay la seigneurie d’Azy. Le 24 mars 1457, celui-ci s’acquitte du devoir de l’hommage, à raison de cette seigneurie, envers le seigneur de Montfaucon, Jean V de Bueil, comte de Sancerre, par l’intermédiaire de Robin Regnault, écuyer, son procureur à cet effet.
Le 19 mars 1458, Nicole de Ganay offre de s’acquitter de nouveau, du même devoir de foi et hommage, aussi pour la seigneurie d’Azy, au châtel de Montfaucon, devant Jean Rabilhon, clerc, garde du scel de la châtellenie, en présence de Martin Menuguet, clerc, juré et notaire du scel.
En 1366 vivait Perrin de Verrières, fils de feu Hugues, écuyer, qui possédait une ouche au Montreuil, en Nivernais. Il pouvait appartenir à la famille des seigneurs de Verrières, près Nérondes. On trouve cette famille à Azy au XVIe siècle. En 1527, Guy Motin est infirmier du prieuré de la Charité. Il fait dresser, par Debis, un terrier de l’infirmier en la paroisse d’Azy. Malgré une transaction intervenue entre Étienne Le Rasle, curé d’Azy, et Pierre de Ganay, bailli de Berry, seigneur de ce lieu, au sujet de la possession d’une dîmerie, maître Claude du Mesnil-Simon, successeur d’Étienne le Rasle, avait prélevé des blés en provenant. Le 21 janvier 1499, une sentence fut rendue entre dame Andrée Yolande, demoiselle, veuve de Pierre de Ganay, tant en son nom que comme tutrice de Nicolas et Marguerite, leurs enfants mineurs, et Étienne le Rasle, par laquelle ce dernier fut condamné à rendre à la dame d’Azy, les blés qu’il avait enlevés.
En 1562, prudent homme Claude Guerry est sergent royal ordinaire en Berry, demeurant à Montfaucon. Vers 1573, François Cacquin est clerc de notaire. Vers 1663, maître André LEPAIN, prêtre, demeure à Regny, paroisse d’Azy. Il doit être parent de Jean Lepain, laboureur, habitant de la même paroisse. Pierre Jouannin est curé d’Azy en 1733. Ces données sont issues de l’ouvrage Le pays de Villequiers en Berry, par Max de Laugardière, 1892.

### Familles nobles et notables
La seigneurie d'Azy relevait de Montfaucon. Elle était au XVe siècle entre les mains de Nicole de Gannay, échevin de Bourges en 1474 et bailli du Berry. Elle reste ensuite dans cette famille jusqu'à un autre Nicole de Gannay, sieur d'Azy et de Nancray, 1518-1552, dont la fille Jeanne épouse Henry Le Maréchal. François, leur fils, épouse Claude Chaumeau, qui lui apporte la terre de Lassay, depuis lors unie à celle d'Azy. Les deux terres appartiennent à Philippe Le Maréchal en 1622. Elles sont en possession de Marie de la Croix, veuve de Gabriel de Guinegaud. En 1655 elles sont partagées dans sa succession et attribuées à Marie de Bellenave, fille de Claude et de Marie Guinegaud. En 1695 elles sont passées à Nicolas de Thenon et, en 1773, à Mlle de Montmorency-Luxembourg.

### Le Fouillet
Il existait une autre seigneurie au sein de la paroisse, le Fouillay, Folleio, 1224-1225. La Grange Fouillay, XVIIe siècle. Cette seigneurie, d’une importance médiocre, appartenait au XIIIe siècle aux seigneurs de Seuly de la branche de Beaujeu. Plus tard elle a appartenu à une des plus illustres famille de la province, celle de Lagrange-Montigny, sa longue possession par cette famille lui valut la dénomination de « La Grange-Fouillay », sous laquelle on la retrouve parfois désignée. Elle suivit depuis le XVIIe siècle la seigneurie de Montigny.

## Politique et administration
| Période | Période  | Identité                 | Étiquette | Qualité                                         |
| ------- | -------- | ------------------------ | --------- | ----------------------------------------------- |
| 1797    | 1798     | François Courroux        | -         | -                                               |
| 1798    | 1801     | ? Debeaune               | -         | -                                               |
| 1801    | 1808     | Louis Frappiez           | -         | -                                               |
| 1808    | 1816     | François Courroux        | -         | -                                               |
| 1816    | 1820     | Michel Baudon            | -         | -                                               |
| 1820    | 1830     | ? De Darmont             | -         | -                                               |
| 1830    | 1835     | ? Dagorret de Boisgisson | -         | -                                               |
| 1835    | 1846     | Louis Debeaune           | -         | -                                               |
| 1846    | 1862     | Louis Athanase Eston     | -         | -                                               |
| 1862    | 1888     | Jean Daudon              | -         | -                                               |
| 1888    | 1892     | Pierre Raffaitin         | -         | -                                               |
| 1892    | 1904     | Ferdinand Guerry         | -         | -                                               |
| 1904    | 1912     | Louis Julien             | -         | -                                               |
| 1912    | 1923     | Émile Guerry             | -         | -                                               |
| 1923    | 1934     | Robert Guerry            | -         | -                                               |
| 1934    | 1935     | Célestin Morin           | -         | -                                               |
| 1935    | 1939     | Désiré Millet            | -         | -                                               |
| 1939    | 1945     | Paul Pivet               | -         | non élu, fait office de maire élu la même année |
| 1945    | 1971     | Roger Millet             | -         | -                                               |
| 1971    | 1995     | Bernard Salmon           | DVD       | -                                               |
| 1995    | 2014     | Rémi Roger               | SE        |                                                 |
| 2014    | 2020     | Caroline Chauveau        |           |                                                 |
| 2020    | En cours | Jean-Noël Guillaumin     |           |                                                 |

## Démographie
L'évolution du nombre d'habitants est connue à travers les recensements de la population effectués dans la commune depuis 1793. Pour les communes de moins de 10 000 habitants, une enquête de recensement portant sur toute la population est réalisée tous les cinq ans, les populations de référence des années intermédiaires étant quant à elles estimées par interpolation ou extrapolation. Pour la commune, le premier recensement exhaustif entrant dans le cadre du nouveau dispositif a été réalisé en 2006.

En 2022, la commune comptait 453 habitants, en évolution de +1,8 % par rapport à 2016 (Cher : −2,48 %, France hors Mayotte : +2,11 %).
| 1793  | 1800  | 1806 | 1821 | 1831  | 1836  | 1841  | 1846  | 1851  |
| ----- | ----- | ---- | ---- | ----- | ----- | ----- | ----- | ----- |
| 1 101 | 1 015 | 872  | 970  | 1 081 | 1 058 | 1 068 | 1 102 | 1 162 |

| 1856  | 1861  | 1866  | 1872  | 1876  | 1881  | 1886  | 1891  | 1896  |
| ----- | ----- | ----- | ----- | ----- | ----- | ----- | ----- | ----- |
| 1 189 | 1 111 | 1 191 | 1 154 | 1 215 | 1 225 | 1 236 | 1 340 | 1 074 |

| 1901 | 1906 | 1911 | 1921 | 1926 | 1931 | 1936 | 1946 | 1954 |
| ---- | ---- | ---- | ---- | ---- | ---- | ---- | ---- | ---- |
| 994  | 980  | 983  | 883  | 863  | 837  | 792  | 714  | 698  |

| 1962 | 1968 | 1975 | 1982 | 1990 | 1999 | 2006 | 2011 | 2016 |
| ---- | ---- | ---- | ---- | ---- | ---- | ---- | ---- | ---- |
| 642  | 587  | 532  | 479  | 413  | 439  | 477  | 489  | 445  |

| 2021 | 2022 | - | - | - | - | - | - | - |
| ---- | ---- | - | - | - | - | - | - | - |
| 450  | 453  | - | - | - | - | - | - | - |

## Culture locale et patrimoine

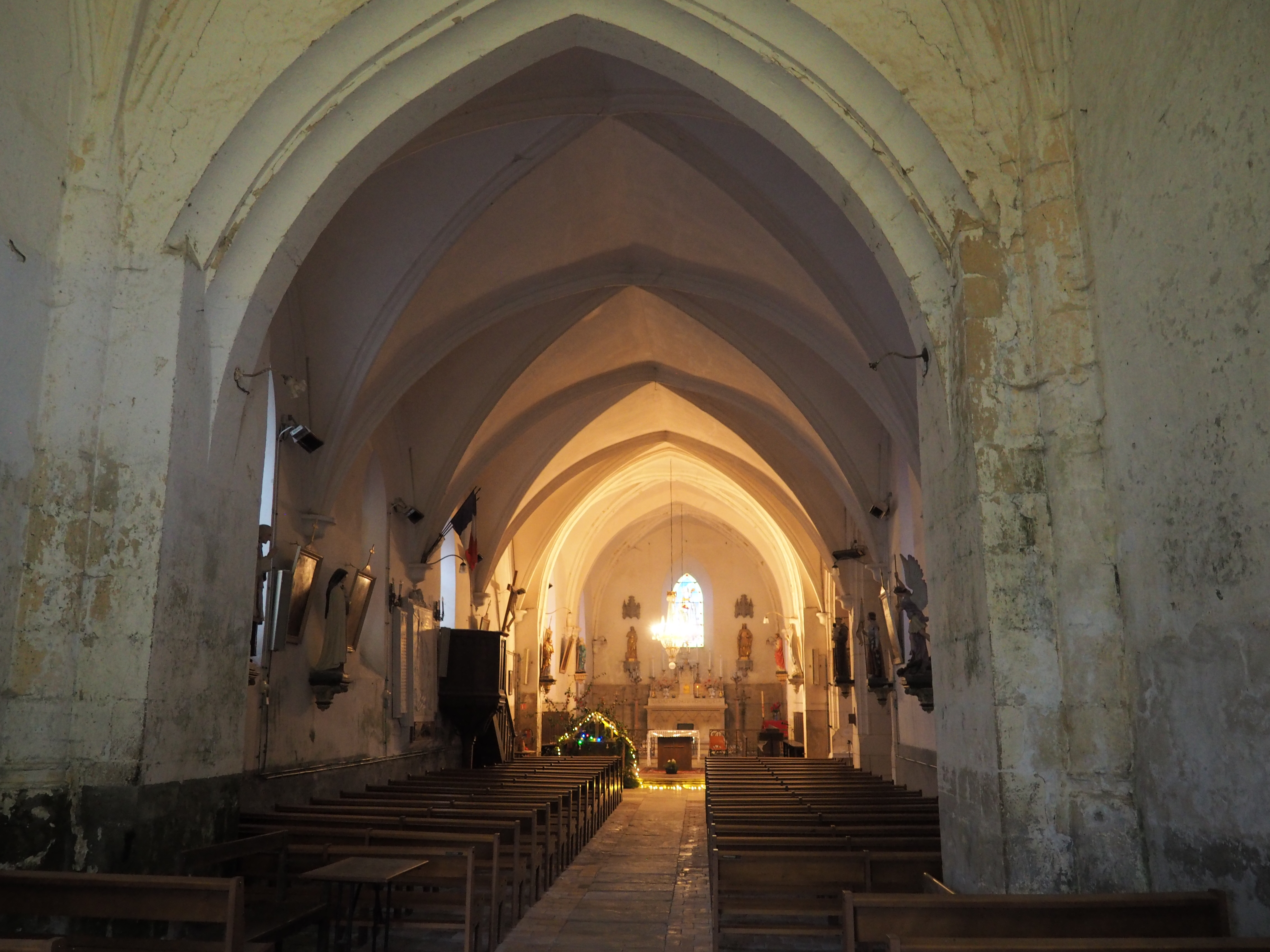
Église Saint-Sulpice d'Azy.

### Lieux et monuments
- Église Saint-Sulpice : Chœur du XIIIe siècle. Comme à Etréchy, le clocher porche se termine par une très fine flèche d'ardoise à la silhouette caractéristique

### Personnalités liées à la commune
- Paul Langeron (1924-2005), né sur la commune, prêtre et auteur sous le pseudonyme Paul Azy dans la collection Signe de piste.

### Héraldique
| Blason de Azy | Blason  | Tiercé en pairle renversé : au 1er d'azur à trois roses d'or, au 2e d'argent à une volute de crosse de gueules, au 3e de sinople à une gerbe de blé d'or liée de gueules. |
| Blason de Azy | Détails | La volute de crosse est attribut de saint Sulpice, patron de la commune. Le blé et la couleur verte représentent l'agriculture. La fasce de gueules (pièce horizontale rouge) et les roses héraldiques sont des éléments des armes de la famille de Ganay, seigneurs d'Azy au milieu du XVe siècle. Création Jean-François Binon. Adopté le 21 novembre 2016. |